# Дрия (герб)
Дрия (Dryja, Drya, Dricziki, Mutina, Mutyna) — родовий герб, яким користувалось понад 120 шляхетських родів Білорусі, України, Литви і Польщі.

## Опис герба
У червоному полі між двома вузькими смугами блакитного кольору перев'язь вправо; на ній три чотирикутних камені, інкрустованих золотом.
Нагорі розміщенні три страусиних пір'їни.
Існують також інші варіанти герба, що відрізняються кольором, нахилом стрічки або видом каменів.

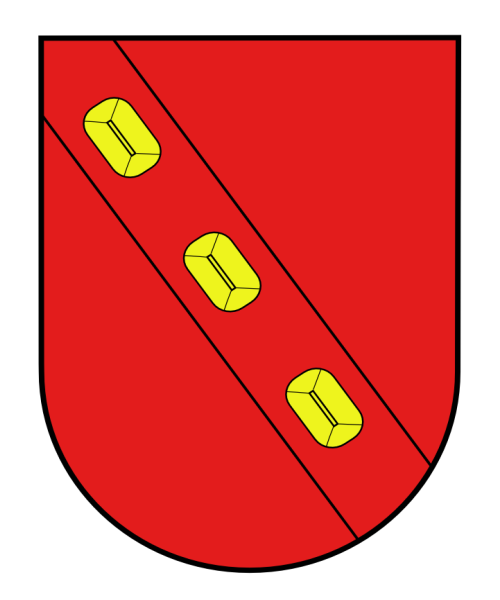
Дрия відмінна I
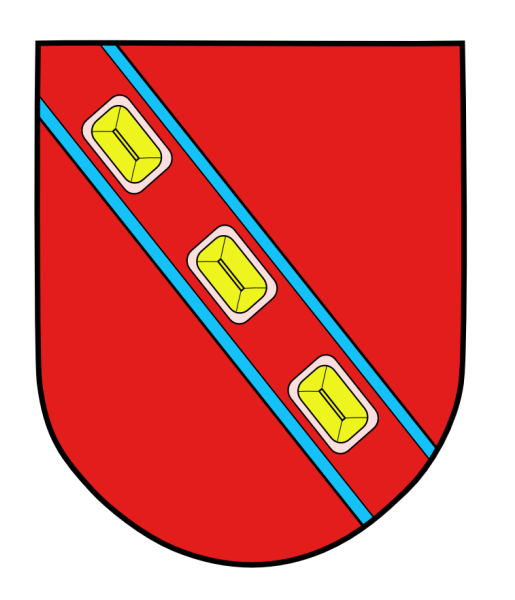
Дрия відмінна II
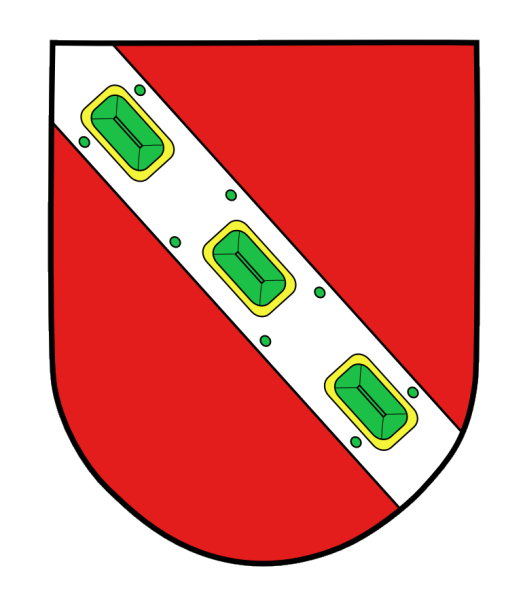
Дрия відмінна III
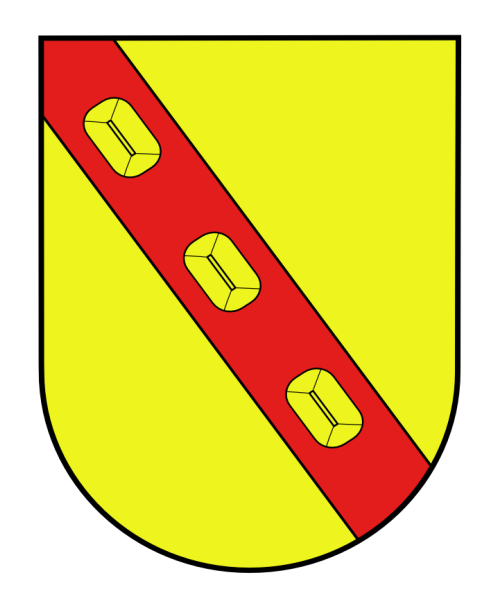
Дрия відмінна IV

## Історія
Герб відомий з початку 14 століття, у Великому князівстві Литовському, Руському та Жемантійському — після Городельськой унії 1413 року.

Найперша згадка про герб датується 1276 р. А 1395 р. він записаний в судовій постанові.
Деякі історики припускають, що цей герб прийшов на терени Речі Посполитої з Чехії (Священної Римської імперії).Тоді чеські, німецькі та інші лицарі (зі своїми гербами) поступали на службу до польського короля, після двох татаро-монгольських навал 1241 та 1259 років. В результаті цих набігів у війську не вистачало лицарів, тому їх запрошували з сусідніх держав, даючи їм за службу землю, й вони оселялись в Речі Посполитій.
Після підписання Городельської унії 1413 — угоди між Польським королем Владиславом ІІ Ягайлом та Великим князем Литовським, Руським та Жемантійським Вітовтом деякі українські, литовські та білоруські бояри набували права мати свій родовий герб і зрівнювались у достоїнствах з польською шляхтою.
Так, відповідно до Городельської унії польський гербовий шляхтич Януш з Толішкова (Janusz z Toliszkowa)	передавав литовсько-руському боярину Тавтигерду (Tawtygerd) право користуватись гербом Дрия.
Пізніше, інші українські шляхетські роди також отримали право на цей герб.
Цей герб зображений серед інших шляхетських гербів Речі Посполитої в Гербовнику Золотого Руна (Armorial équestre de la Toison d'or et de l'Europe) 1433—1435 рр.

## Гербовий рід
Борисевичі (Borysewicz, Borysiewicz, Borysowicz, Boryszkowski), Дрия (Drya, Dryja, Dryjański), Гамалії (Gamalej, Gamaleja), Горецькі (Gorecki, Górecki), Козарин (Kozaryn), Козловські (Kozłowski), Квінта (Kwinta, Kwinto), Лесенко (Lesenko), Липинські (Lipiński), Мілевські (Mileski), Радецькі (Radecki) та інші .